# سيمر (المهرة)

تعديل مصدري - تعديل

سيمر هي إحدى قرى مديرية شحن التابعة لمحافظة المهرة، بلغ تعداد سكانها 60 نسمة حسب تعداد اليمن لعام 2004.